# Witzeldorf
Witzeldorf ist ein Gemeindeteil des Marktes Frontenhausen im niederbayerischen Landkreis Dingolfing-Landau.

## Lage
Das Kirchdorf Witzeldorf liegt im Vilstal etwa zwei Kilometer südwestlich von Frontenhausen an der Staatsstraße 2083 auf der Gemarkung Rampoldstetten.

## Geschichte
Witzeldorf entstand wie die meisten unmittelbar an der Vils liegenden, auf -dorf endenden Orte vermutlich im 8. oder 9. Jahrhundert. Die hier befindliche vorromanische Burganlage bildete einen Bezirksmittelpunkt. Der Flurname südlich des Ortes heißt heute noch „Burgberg“. Die Stelle der Burg wird nun von der Filialkirche eingenommen. Das Patrozinium St. Margareta deutet auf ein Rodungsgebiet hin und wurde wohl in der Hauptrodungszeit vom 9. bis zum 11. Jahrhundert eingeführt.
Witzeldorf bildete 1669 zusammen mit dem auf der anderen Seite der Vils gelegenen Winzersdorf eine Obmannschaft im Amt Frontenhausen. Im Konskriptionsjahr 1752 hatte sich an dieser dem Landgericht Teisbach unterstellten Formation nichts geändert. Sieben Anwesen waren damals landgerichtisch, fünf Anwesen dagegen der Hofmark Aham zugehörig.
Nach der Gemeindebildung 1818 gehörte Witzeldorf zur Gemeinde Rampoldstetten und kam mit dieser im Zuge der Gebietsreform am 1. Mai 1978 zum Markt Frontenhausen. Bei der Volkszählung 1987 hatte der Ort 67 Einwohner.

## Sehenswürdigkeiten
- Filialkirche St. Margareta. Die spätromanische Saalkirche mit geradem Chorschluss hat einen Südturm aus der zweiten Hälfte des 13. Jahrhunderts, welcher in der Barockzeit erhöht wurde. Das Innere der Kirche ist barockisiert.

## Vereine
- Wildschützen Witzeldorf